# Isabela (Negros Occidental)
Isabela è una municipalità di terza classe delle Filippine, situata nella Provincia di Negros Occidental, nella regione di Visayas Occidentale.
Isabela è formata da 30 baranggay:
- Amin
- Banogbanog
- Barangay 1 (Pob.)
- Barangay 2 (Pob.)
- Barangay 3 (Pob.)
- Barangay 4 (Pob.)
- Barangay 5 (Pob.)
- Barangay 6 (Pob.)
- Barangay 7 (Pob.)
- Barangay 8 (Pob.)
- Barangay 9 (Pob.)
- Bulad
- Bungahin
- Cabcab
- Camangcamang

- Camp Clark
- Cansalongon
- Guintubhan
- Libas
- Limalima
- Makilignit
- Mansablay
- Maytubig
- Panaquiao
- Riverside
- Rumirang
- San Agustin
- Sebucawan
- Sikatuna
- Tinongan